# Alfdan De Decker
Alfdan De Decker (Brasschaat, 9 de septiembre de 1996) es un ciclista belga, hermano del también ciclista Tijl De Decker.

## Palmarés
2017
- 1 etapa del Ronde van Midden-Nederland

2018
- Stadsprijs Geraardsbergen
- 2 etapas de la Carrera de la Solidaridad y de los Campeones Olímpicos